# Флорешты
Флоре́шты (также Флорешть; рум. Florești) — город в Республике Молдова, центр Флорештского района.

## География
Расположен в 130 км к северо-западу от Кишинёва, на реке Реут.
Железнодорожная станция на линии Бельцы—Слободка железных дорог Молдовы.

## История
Название города Флорешты происходит от фамилии «Флоареа» и суффикса «-ешть», типичного для румынских и молдавских населённых пунктов. Молдавская фамилия Флоаря (цветок) была впервые упомянута в грамотах XV—XVI веков. Первые свидетельства упоминают наличие 3-х поселений и 18 скитов, расположенных на территории нынешнего города и в его окрестностях. В 1668—1683 гг. старое село Флорешты находилось во владении великого логофета Мирона Костина, часть из которого он продал в 1754 году.
В 1772—1773 годах на территории владения Иордаке Кантакузино располагались 33 крестьянских двора. А в 1809 году была построена первая церковь Святого Николая, рядом с которой находится современное молдавское кладбище. После присоединения Бессарабии к России в 1812 году Флорешты становятся собственностью русского генерала Семёна Старого. К 1853 году строится церковь Св. Митрофана. В 1862 году открывается церковно-приходская, а в 1873 году — народная школы. Открывается и земская больница на 5 коек. В 1894 году окончилось строительство железнодорожного вокзала и открыто движение по маршруту Бельцы — Рыбница. Сейчас железнодорожная ветвь Бельцы — Рыбница находится в полуразрушенном состоянии.
В начале XX века во Флорештах работают одна телефонная линия и одна телеграфная. В 1913 году на владениях Николаева был построен железный мост через реку Реут. В период с 1918 по 1940 год, когда Бессарабия входила в состав Румынии, были открыты начальная школа, гимназия «Г. Дука» и смешанная школа.

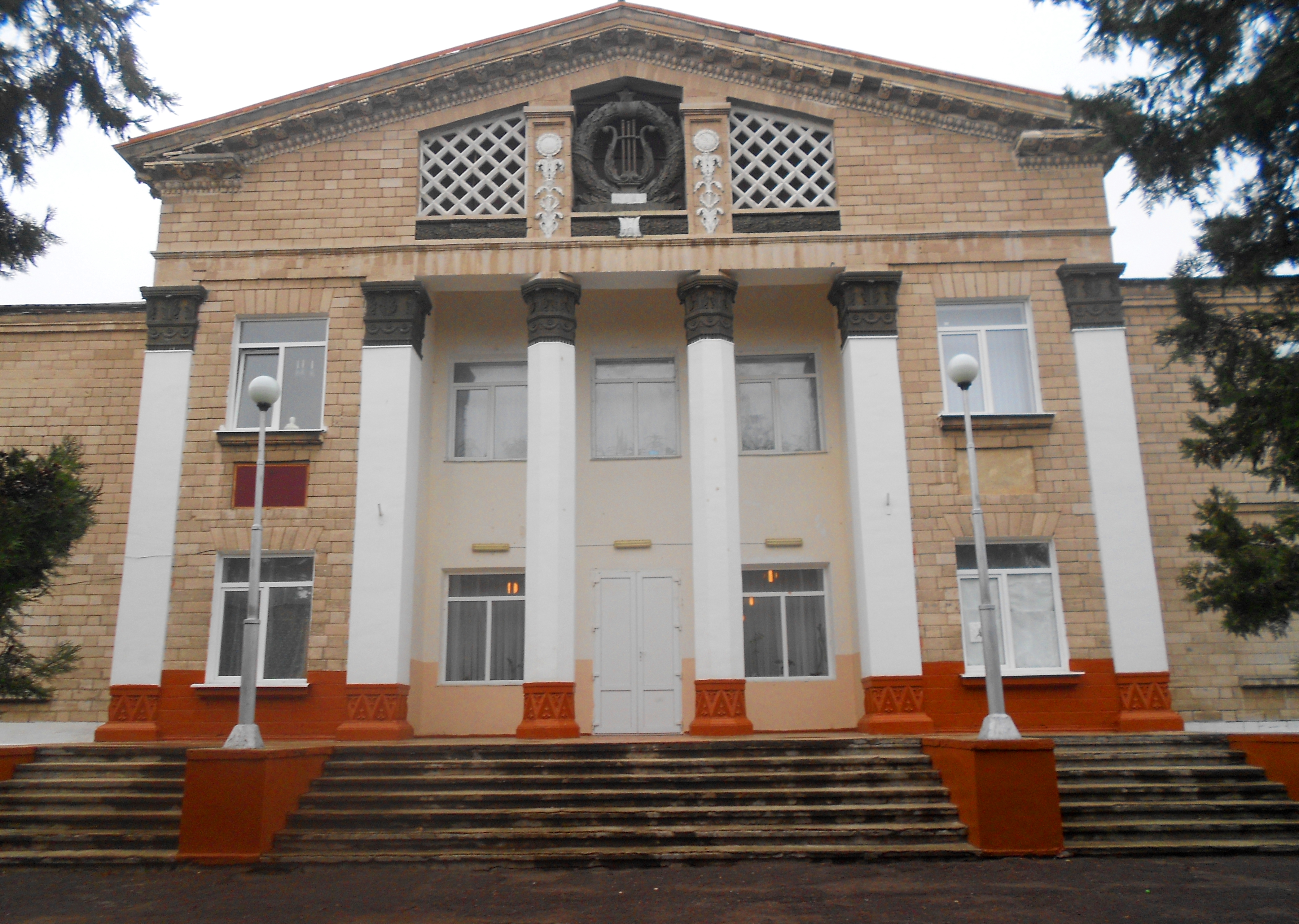
Здание Дома культуры

После окончания Второй мировой войны, 13 июля 1946 года Флорешты получают статус города минуя стадию посёлка городского типа, вновь став районным центром. Во времена Молдавской ССР во Флорештах работали заводы (стекольный, табачно-ферментационный, винодельческий, маслодельный), завод «Коммунальник», промышленно-сбытовое объединение «Молдплодоовощпром» и др. Вблизи Флорешт находился сахарный завод. В 1991 году население насчитывало 18,2 тыс. человек.
В настоящее время Флорешты занимают 690 га земли. Население города составляет около 13 тыс. человек. Работают заводы (консервный, маслодельный, коммунального хозяйства) и фабрики: швейная и другие. Также в городе работает множество индивидуальных предприятий, коммерческих объединений и филиалов банков, аптеки, ветеринарная лечебница, санэпидстанция, скорая помощь, центральная районная больница, центр семейных врачей и консультативная поликлиника.
Из образовательных учреждений работают лицеи имени А. П. Чехова, имени Иона Крянгэ, имени Михая Эминеску, два детсада, спортивная, музыкальная и художественная школы. В городе есть также гостиница, библиотека, музей, дом культуры, дом творчества, городской стадион.

## Археологические раскопки
Близ Флорешты в 1955—1958 и в 1960—1961 годах археологом Татьяной Пассек обнаружены остатки поздненеолитического поселения. Слой поселения культуры линейно-ленточной керамики нач. 4-го тыс. до н. э. перекрыт слоем поселения культуры Боян 4-го тыс. до н. э. Обнаружены следы овальных землянок, образующих улицы, керамика, каменные и костные орудия, глиняные женские статуэтки и модели жилищ. Население занималось земледелием, скотоводством и охотой. На раннем этапе характерны кухонная и орнаментированная столовая посуда, зернотёрки, роговые мотыги. На позднем этапе — расписная керамика, статуэтки из кости, глины.

## Галерея изображений

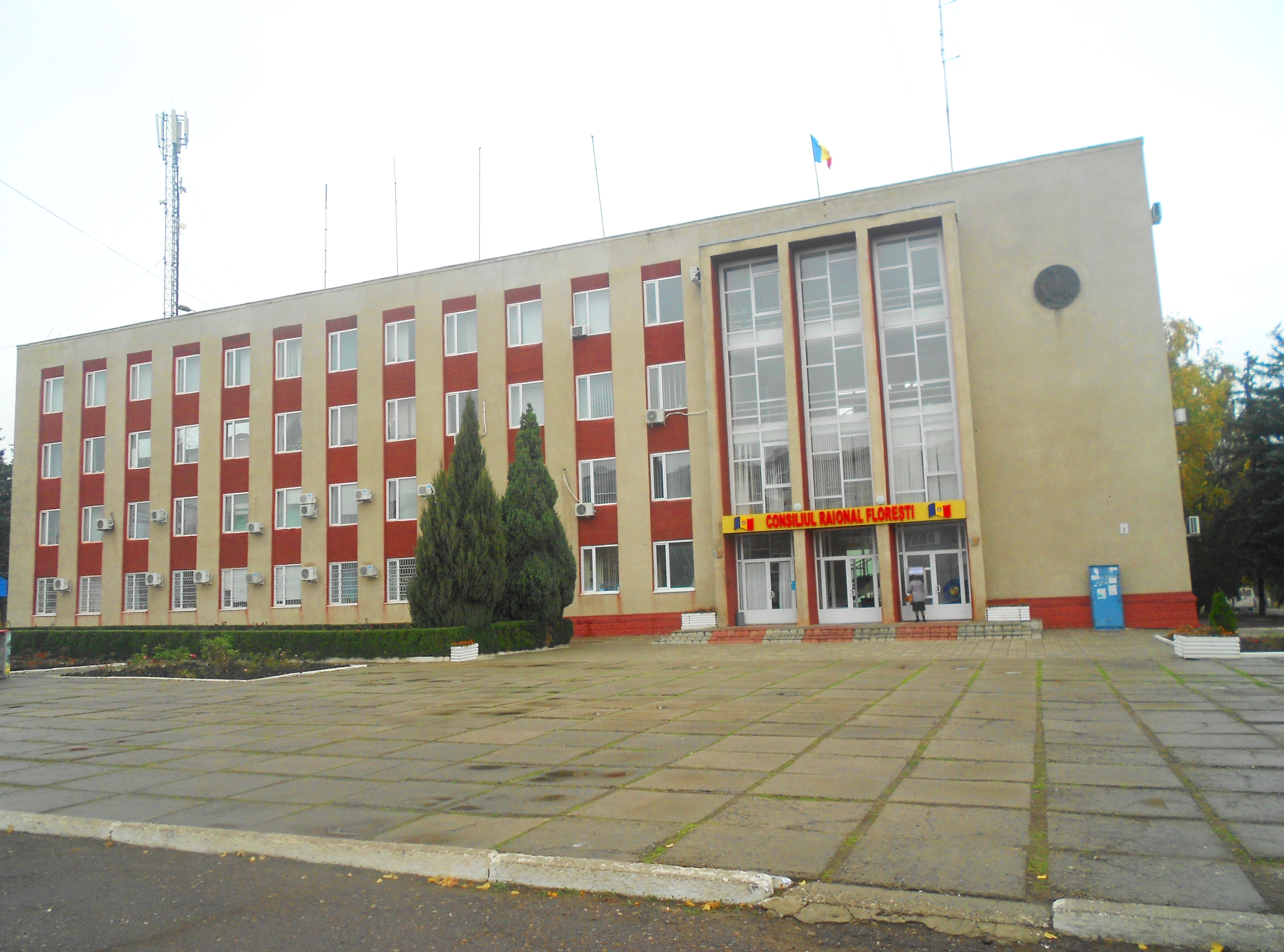
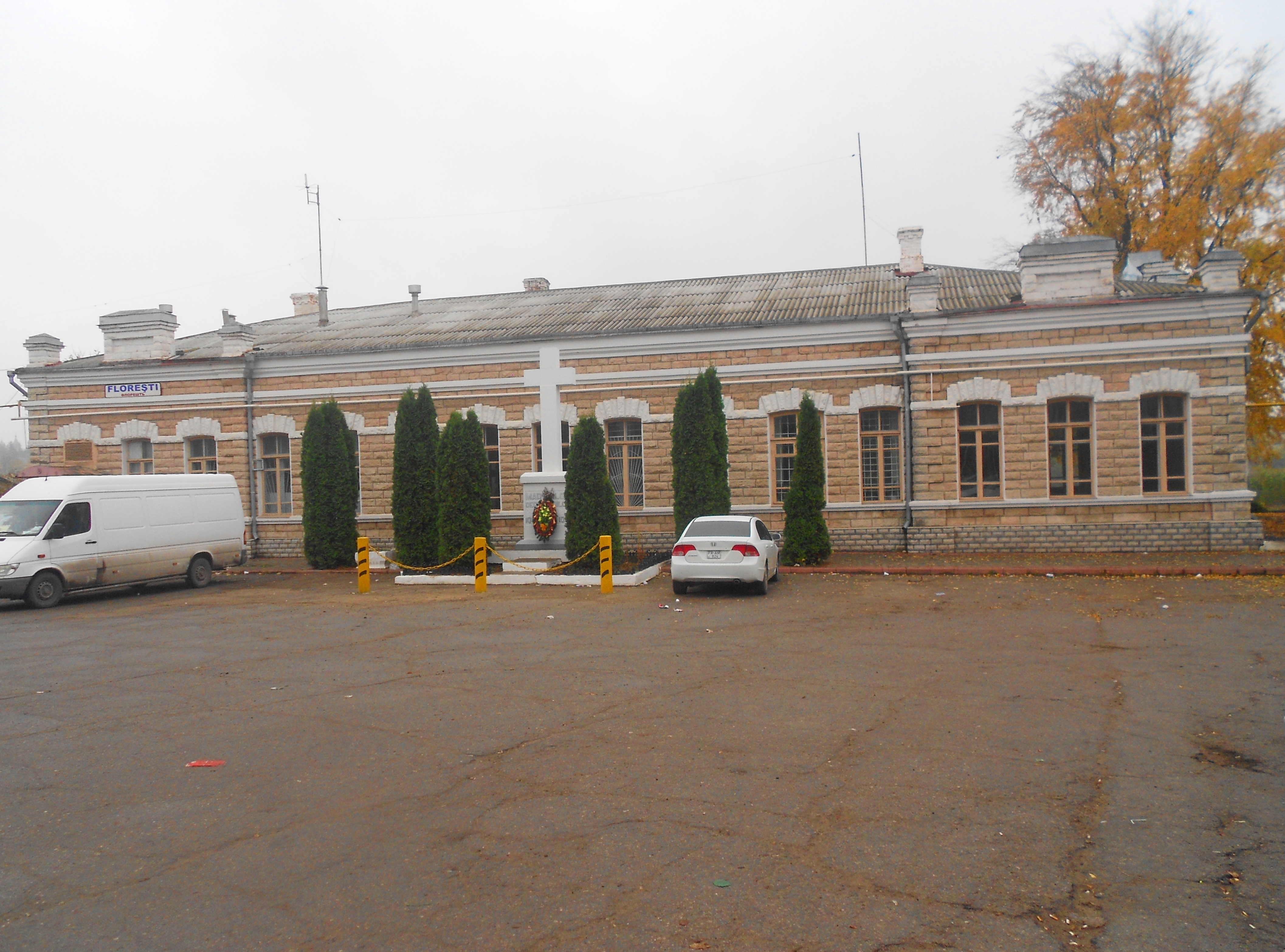
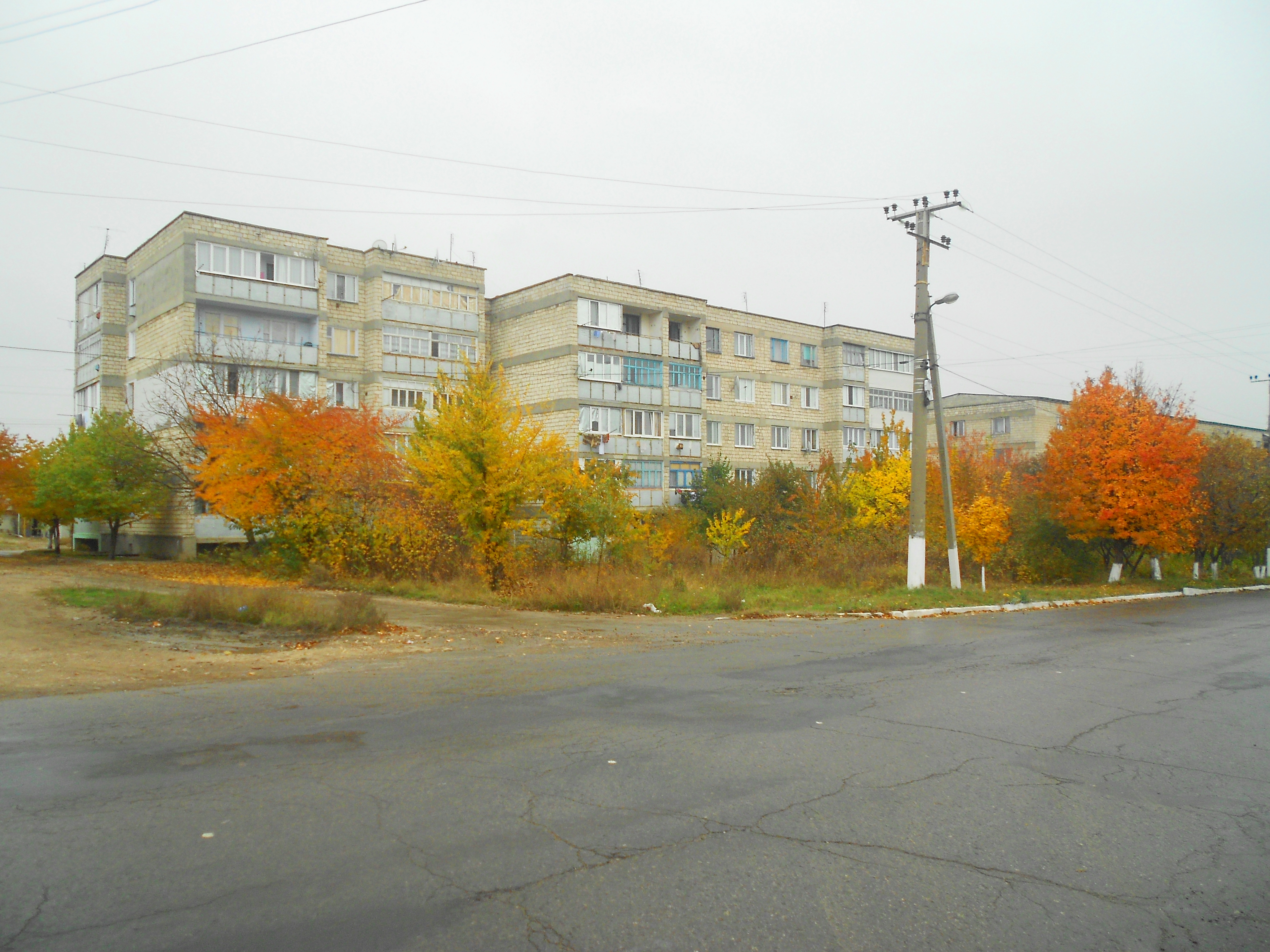
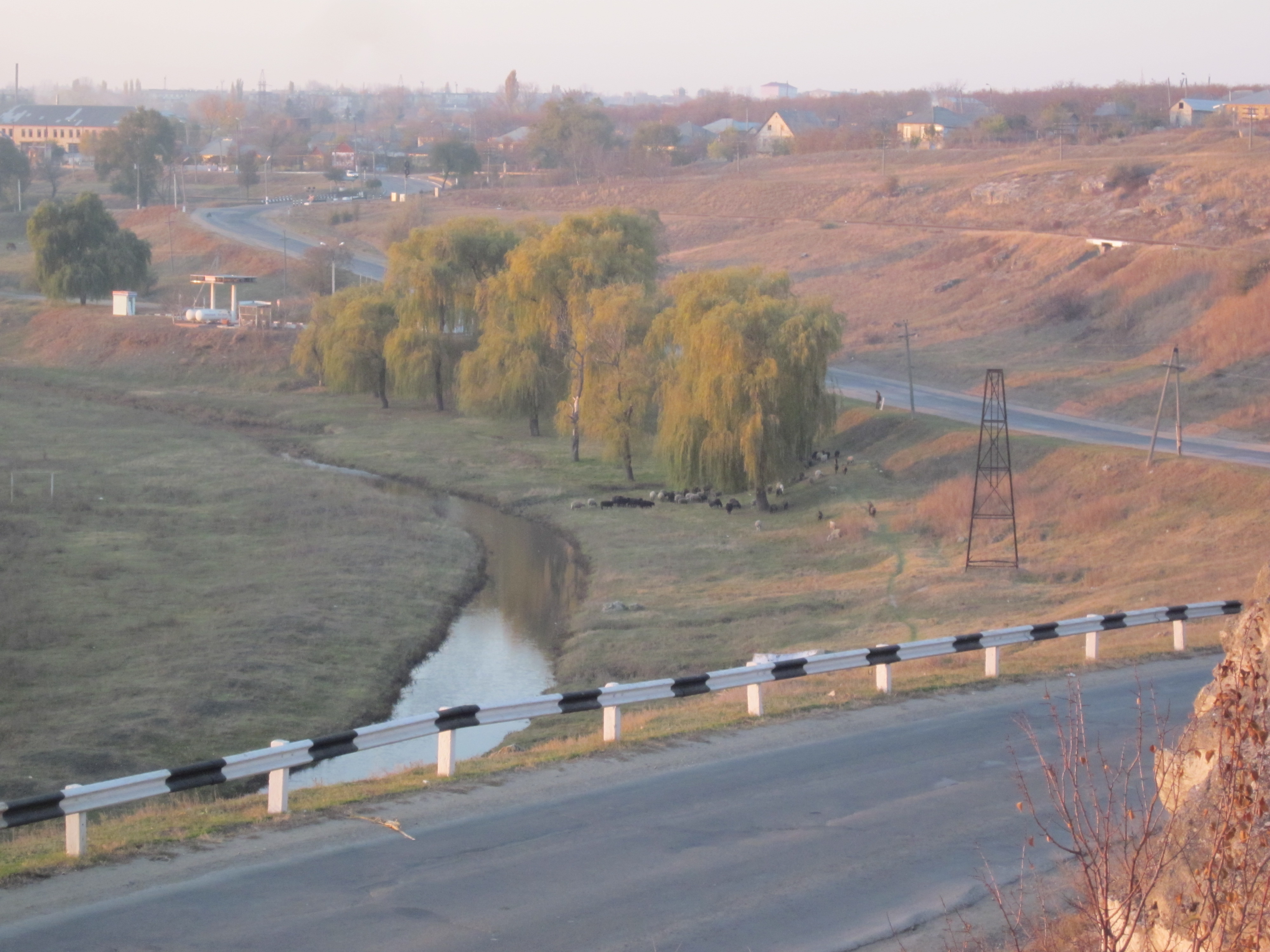